# Bronisław Kaper
Bronisław Kaper, né le 5 février 1902 à Varsovie et décédé le 26 avril 1983 à Hollywood, est un compositeur polonais de musiques de films.

## Filmographie

### comme compositeur
- 1930 : Alraune
- 1930 : Die Lustigen Musikanten
- 1931 : Seitensprünge
- 1931 : Die große Attraktion de Max Reichmann
- 1931 : Son Altesse l'amour de Robert Péguy et Erich Schmidt
- 1932 : L'Homme qui ne sait pas dire non de Heinz Hilpert
- 1932 : Melodie der Liebe
- 1932 : Schuß im Morgengrauen d'Alfred Zeisler
- 1932 : Es wird schon wieder besser de Kurt Gerron
- 1932 : Die Zwei vom Südexpress
- 1932 : Hochzeitsreise zu dritt
- 1933 : Madame ne veut pas d'enfants de Hans Steinhoff
- 1933 : On a volé un homme de Max Ophüls
- 1933 : Le Chant du destin
- 1933 : Mariage à responsabilité limitée de Jean de Limur
- 1933 : Une femme au volant de Pierre Billon et Kurt Gerron
- 1933 : Voyage de noces
- 1933 : Heut' kommt's drauf an
- 1933 : Ein Lied für dich
- 1933 : Kind, ich freu' mich auf Dein Kommen de Kurt Gerron et Erich von Neusser
- 1933 : Tout pour l'amour de Henri-Georges Clouzot et Joe May
- 1933 : Abenteuer am Lido de Richard Oswald
- 1934 : Les Nuits moscovites d'Alexis Granowsky
- 1935 : Moscow Nights d'Anthony Asquith
- 1935 : Taro le païen (Last of the Pagans) de Richard Thorpe
- 1936 : À vos ordres, Madame (Trouble for Two), de J. Walter Ruben
- 1937 : Man of the People
- 1939 : Les Aventures d'Huckleberry Finn (The Adventures of Huckleberry Finn) de Richard Thorpe
- 1940 : Cette femme est mienne (I Take This Woman) de W. S. Van Dyke
- 1940 : Lillian Russell d'Irving Cummings
- 1940 : Florian d'Edwin L. Marin
- 1940 : La Tempête qui tue (The Mortal Storm), de Frank Borzage
- 1940 : The Captain Is a Lady (en) de Robert B. Sinclair
- 1940 : We Who Are Young
- 1940 : Dulcy (en) de S. Sylvan Simon
- 1940 : Camarade X de King Vidor
- 1941 : Blonde Inspiration de Busby Berkeley
- 1941 : Rage in Heaven
- 1941 : Out of Darkness
- 1941 : Barnacle Bill de Richard Thorpe
- 1941 : Il était une fois (A woman's face) de George Cukor
- 1941 : I'll Wait for You
- 1941 : Whistling in the Dark
- 1941 : Dr. Kildare's Wedding Day (en) de Harold S. Bucquet
- 1941 : Duel de femmes (When Ladies meet) de Robert Z. Leonard
- 1941 : La Femme aux deux visages (Two-Faced Woman) de George Cukor
- 1941 : Souvenirs (H.M. Pulham, Esq.) de King Vidor
- 1941 : La Proie du mort (Rage in Heaven) de W. S. Van Dyke, Robert B. Sinclair et Richard Thorpe
- 1942 : Johnny, roi des gangsters (Johnny Eager) de Mervyn LeRoy
- 1942 : Nazi Agent de Jules Dassin
- 1942 : Fingers at the Window (en) de Charles Lederer
- 1942 : Danse autour de la vie (We were dancing) de Robert Z. Leonard
- 1942 : Les Amours de Marthe (The Affairs of Martha) de Jules Dassin
- 1942 : Carrefours (Crossroads) de Jack Conway
- 1942 : Je te retrouverai (Somewhere I'll Find You) de Wesley Ruggles
- 1942 : Tondelayo (White Cargo) de Richard Thorpe
- 1942 : Un drôle de lascar (A Yank at Eton) de Norman Taurog
- 1942 : La Flamme sacrée (Keeper of the Flame) de George Cukor
- 1943 : L'Amour travesti (Slightly dangerous) de Wesley Ruggles
- 1943 : Un espion a disparu (Above suspicion) de Richard Thorpe
- 1943 : Bataan de Tay Garnett
- 1943 : La Croix de Lorraine (The Cross of Lorraine) de Tay Garnett
- 1944 : Le Corps céleste (The Heavenly Body) d'Alexander Hall
- 1944 : Hantise (Gaslight) de George Cukor
- 1944 : Le mariage est une affaire privée (Mariage is a private affair) de Robert Z. Leonard
- 1944 : Madame Parkington (Mrs. Parkington) de Tay Garnett
- 1945 : Sans amour (Without love) de Harold S. Bucquet
- 1945 : Bewitched
- 1945 : Our Vines Have Tender Grapes
- 1946 : Le Criminel (The Stranger) d'Orson Welles
- 1946 : Le Courage de Lassie (Courage of Lassie) de Fred M. Wilcox
- 1946 : Three Wise Fools d'Edward Buzzell
- 1946 : Cœur secret (The Secret heart) de Robert Z. Leonard
- 1947 : Cynthia
- 1947 : Le Pays du dauphin vert (Green Dolphin Street) de Victor Saville
- 1947 : Le Mur des ténèbres (High Wall) de Curtis Bernhardt
- 1948 : L'Indomptée (B .F.'s Daughter) de Robert Z. Leonard
- 1948 : Le Retour (Homecoming) de Mervyn LeRoy
- 1948 : Le Pays secret (The Secret Land) d'Orville O. Dull (documentaire)
- 1948 : Acte de violence (Act of Violence) de Fred Zinnemann
- 1949 : Le Jardin secret de Fred M. Wilcox
- 1949 : Entrée illégale (Illegal Entry) de Frederick de Cordova
- 1949 : Passion fatale (The Great Sinner) de Robert Siodmak
- 1949 : La Dynastie des Forsyte (That Forsyte woman) de Compton Bennett
- 1949 : Malaya de Richard Thorpe
- 1950 : La Clé sous la porte (Key to the City) de George Sidney
- 1950 : J'ai trois amours (Please Believe Me) de Norman Taurog
- 1950 : The Skipper Surprised His Wife
- 1950 : Ma vie à moi (A Life of Her Own) de George Cukor
- 1950 : Pour plaire à sa belle (To Please a Lady) de Clarence Brown
- 1951 : Vénus en uniforme (Three Guys Named Mike) de Charles Walters
- 1951 : Laisse-moi t'aimer (Mr. Imperium) de Don Hartman
- 1951 : La Charge victorieuse (The Red Badge of Courage) de John Huston
- 1951 : J'épouse mon mari (Grounds for Marriage) de Robert Z. Leonard
- 1951 : It's a Big Country
- 1952 : L'Invitation (Invitation) de Gottfried Reinhardt
- 1952 : Au pays de la peur (The Wild North) d'Andrew Marton
- 1952 : Shadow in the Sky (en) de Fred M. Wilcox
- 1953 : L'Appât (The Naked Spur) d'Anthony Mann
- 1953 : Vaquero (Ride, Vaquero!) de John Farrow
- 1953 : The Actress de George Cukor
- 1953 : Saadia d'Albert Lewin
- 1954 : Des monstres attaquent la ville (Them!) de Gordon Douglas
- 1954 : Les Fils de Mademoiselle (Her Twelve Men) de Robert Z. Leonard
- 1955 : La Pantoufle de verre (The Glass Slipper) de Charles Walters
- 1955 : Le Fils prodigue (The Prodigal) de Richard Thorpe
- 1955 : Les Aventures de Quentin Durward (The Adventures of Quentin Durward) de Richard Thorpe
- 1956 : Son ange gardien (Forever, Darling) d'Alexander Hall
- 1956 : Le Cygne (The Swan) de Charles Vidor
- 1956 : Marqué par la haine (Somebody Up There Likes Me) de Robert Wise
- 1956 : Les Grands de ce monde (The Power and the Prize) de Henry Koster
- 1957 : Miss Ba (The Barretts of Whimpole Street), de Sidney Franklin
- 1957 : Les espions s'amusent (Jet Pilot) de Josef von Sternberg
- 1957 : Prenez garde à la flotte (Don't Go Near the Water) de Charles Walters
- 1958 : Les Frères Karamazov (The Brothers Karamazov) de Richard Brooks
- 1958 : Ma tante (Auntie Mame) de Morton DaCosta
- 1959 : Vertes Demeures (Green Mansions) de Mel Ferrer
- 1959 : Le Bouc émissaire (The Scapegoat) de Robert Hamer
- 1960 : Celui par qui le scandale arrive (Home from the hill) de Vincente Minnelli
- 1960 : La Vénus au vison (BUtterfield 8) de Daniel Mann
- 1961 : Anna et les Maoris (Two Loves) de Charles Walters
- 1961 : Le troisième homme était une femme (Ada) de Daniel Mann
- 1962 : Les Révoltés du Bounty (Mutiny on the Bounty) de Lewis Milestone
- 1964 : Un mari à tout faire (Kisses for My President) de Curtis Bernhardt
- 1965 : Lord Jim de Richard Brooks
- 1967 : Tobrouk, commando pour l'enfer (Tobruk) d'Arthur Hiller
- 1967 : La Route de l'Ouest (The Way West) d'Andrew V. McLaglen
- 1968 : La Symphonie des héros (Counterpoint) de Ralph Nelson
- 1968 : La Puce à l'oreille (A Flea in Her Ear) de Jacques Charon
- 1972 : Notre agent à Salzbourg (The Salzburg Connection) de Lee H. Katzin